# Agustín Bayón
Agustín Bayón es un ilustrador, dibujante, pintor y escultor de nacionalidad español nacido en Puente de los Fierros (Asturias), en 1960.

## Biografía
Agustín Bayón cursó sus estudios en la Escuela de Artes Aplicadas de Oviedo. 
En 1979 inicia sus primeras exposiciones, combinando trabajos de pintura, dibujo y escultura. 
En 1988, con una Ayuda a la Creación Plástica del Principado de Asturias, realiza “Galería Fugaz”.
Fue primer premio de pintura y dibujo en el Certamen Juvenil de Artes Aplicadas y en 1990 es premiado en el Concurso Internacional de Dibujo Artístico “J. Pérez Villamil”. 
Es seleccionado y participa en los certámenes de: Luarca, La Carbonera, Penagos, y I y III Premio Fundación Laboral de la Construcción.  
Agustín Bayón, desde 1979, viene realizando exposiciones individuales y colectivas, y ha estado presente en algunas de las ferias más significativas del circuito internacional de arte contemporáneo (ARCO, ARTE LISBOA,...). 
Su obra está representada en instituciones y museos, entre ellos el de Bellas Artes de Asturias, así como en colecciones particulares en España, Portugal, Francia e Italia entre otras.

## Inspiración, técnica y realización
El artista tiene una sensibilidad muy receptiva para creaciones de sofisticada modernidad. 
Las obras de este dibujante extraordinario y provocador, muestran su “Frampantojo” fotorrealista que, sobre el virtuosismo de dicción, introduce efectos de composición, actitudes o añadidos textuales que acentúan la intensidad expresiva de la imagen.«Agustín Bayón artistas en galeria vertice.». Archivado desde el original el 21 de mayo de 2015.

## Exposiciones
- 09 may 2008 - 31 may 2008 Estranha forma de vida. Pedro Torres
- 20 dic 2012 - 25 ene 2013 Agustín Bayón. Espacio Líquido.
- 16 sep 2015 - 22 nov 2015 Dibujo expandido. La creación contemporánea en la Colección DKV. Fundación Colección ABC - Centro ABC de Dibujo e Ilustración.